# Speechless (bài hát của Lady Gaga)
"Speechless" (tạm dịch: Lặng thinh) là một ca khúc nhạc pop được sáng tác bởi ca sĩ-nhạc sĩ người Mỹ Lady Gaga trích từ album EP phòng thu thứ ba của cô mang tên The Fame Monster. Bài hát là lời thuyết phục của Gaga gởi đến cha Joseph Germanotta hãy cố gắng trải qua ca phẫu thuật tim vì ông hở van động mạch chủ, và "Speechless" cũng như một lời nhắc nhở hộ cô đến người hâm mộ rằng: "Các bạn hãy quý trọng và hiếu thảo với cha mẹ của mình vì trên đời này, bạn chỉ có một đấng sinh thành mà thôi !". Speechless dường như không còn mang âm hưởng electro rộn ràng như những ca khúc khác như Bad Romance, Poker Face... mà lại mang chất nhạc từ những thập niên 80. Chính điều đó mang lại cho ca khúc một âm hưởng khá buồn, một nỗi buồn hiu hắt mà hàng loạt những diva từ thập niên 70, 80 đã thể hiện xuất sắc. Mặt khác, trong ca khúc này việc lặp đi lặp lại điệp khúc cũng khá hạn chế, do đó tạo được chiều sâu cho ca khúc, khiến người nghe dường như cũng cuốn theo dòng cảm xúc của bài hát.
Ca khúc được lấy cảm hứng từ bản nhạc rock-ballad vào những năm 1970 và phần lớn "Speechless" đều nhận được những lời khen từ các nhà phê bình . Tuy nhiên, bài hát lại bị một số nhà phê bình gay gắt chỉ trích: "Nó chỉ là một bản nhạc lừa dối mọi người và câu khách" . "Speechless" ra mắt trên bảng xếp hạng Billboard Hot 100 ở Hoa Kỳ tại vị trí thứ 94 vào ngày 12 tháng 12 năm 2009. Ngoài ra, Lady Gaga còn biểu diễn bài hát tại một số lễ trao giải, chương trình truyền hình như giải Grammy 2010, giải "American Music Awards" vào năm 2009 và trong chuyến lưu diễn vòng quanh thế giới của cô mang tên The Monster Ball Tour.

## Bối cảnh ra đời
Trong một cuộc trả lời phỏng vấn vào tháng 11 năm 2009, Lady Gaga nói trong album The Fame Monster có một bài hát mang tên "Speechless"-ca khúc ấy cô dành tặng riêng cho cha - Ông Joseph. Lady Gaga đang hy vọng có thể thuyết phục cha mình chấp nhận những can thiệp của y học để điều trị bệnh tim của ông: "Tôi biết tình trạng bệnh tật của cha mình 15 năm nay rồi. Ông cứ luôn nói với tôi rằng điều gì đến sẽ đến. Tôi đã viết ca khúc này trong tâm trạng mình đang thực sự mất đi người cha đẻ.". Ngoài ra, Gaga còn tâm sự cô sáng tác bài hát này không nhằm mục đích hoàn thành album mà để nhắc nhở những người hâm mộ, đặc biệt là những người trẻ tuổi, rằng họ nên đối xử tốt với cha mẹ mình: "Tôi nói điều này là rất thật lòng: Tôi viết ca khúc "Speechless" là để dành tặng riêng cho cha tôi. Tôi đã gửi nó cho ông ấy. Tôi có rất nhiều người hâm mộ thật sự dễ thương và cũng rất rắc rối, nhưng tôi muốn nhắc nhở họ rằng họ chỉ có một cha và một mẹ mà thôi."
Tuần trước, khi cha cô đã dần hồi phục sau ca phẫu thuật tim tại bệnh viện, cô đã ngay lập tức viết vài dòng tâm sự trên trang Twitter của mình để người hâm mộ biết rằng cha cô ổn cả: "Hôm nay cha tôi đã tiến hành phẫu thuật tim. Và sau nhiều giờ, với rất nhiều nước mắt, họ đã chữa liền trái tim của ông, và cả của tôi nữa. Thật không biết nói gì hơn (Speechless). Tôi ngồi tại bệnh viện và xoa bóp chân cho cha. Ông đúng là người anh hùng của tôi." 

## Diễn biến trên các bảng xếp hạng

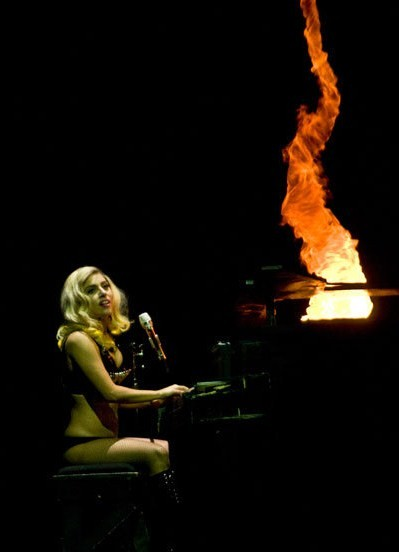
Lady Gaga trình diễn ca khúc "Speechless" trong chuyến lưu diễn The Monster Ball Tour.

Mặc dù bài hát không được phát hành như một đĩa đơn chính thức, nhưng "Speechless" vẫn có mặt trên các bảng xếp hạng âm nhạc uy tín hành đầu. Ca khúc ra mắt trên bảng xếp hạng Billboard Hot 100 ở vị trí 94 vào ngày 12 tháng 12 năm 2009 . Bài hát cũng xuất hiện lần đầu tiên trên bảng xếp hạng Billboard "Canada Hot 100" tại vị trí thứ 67 . Trên UK Singles Chart ở Vương Quốc Anh, "Speechless" lọt vào bảng xếp hạng ở vị trí 106 do lượng download từ album The Fame Monster. Ca khúc rớt hạng ở tuần tiếp theo nhưng sau đó lại ra mắt một lần nữa tại vị trí thứ 88 vào ngày 27 tháng 12 năm 2009 . Sau khi Lady Gaga trình diễn bài hát tại lễ trao giải Grammy 2010, "Speechless" đã đứng đầu bảng xếp hạng Hot Singles Sales, với doanh số bán hàng là 7.000 bản theo Nielsen Soundscan, bài hát trở thành đĩa đơn thứ ba của Lady Gaga giành ngôi vị quán quân trên bảng xếp hạng này. "Speechless" đến nay cũng đã bán được 13.000 bản download kỹ thuật số ở bảng xếp hạng "Hot Digital Songs".

## Thông tin bài hát
- Sáng tác – Lady Gaga
- Sản xuất – Ron Fair, Lady Gaga (đồng sản xuất), Tal Herzberg (đồng sản xuất)
- Sắp xếp và truyền dẫn – Ron Fair
- Pha trộn âm thanh – Jack Joseph Puig
- Kỹ thuật – Tal Herzberg, Frank Wolff
- Giọng hát – Lady Gaga
- Người chơi đàn Piano – Lady Gaga
- Người chơi Trống – Abraham Laboriel Jr.
- Người chơi đàn Bass guitar – Tal Herzberg
- Người chơi đàn Guitar – John Goux

## Xếp hạng
| Bảng xếp hạng (2010) | Vị trí cao nhất |
| -------------------- | --------------- |
| Canadian Hot 100     | 67              |
| UK Singles Chart     | 88              |
| US Billboard Hot 100 | 94              |
| US Hot Singles Sales | 100000          |